# Chiesa di San Donato (Istia d'Ombrone)
La chiesa di San Donato era un edificio religioso situato ad Istia d'Ombrone, frazione del comune di Grosseto. La sua ubicazione era al di fuori delle mura di Istia d'Ombrone, lungo la strada che collega la frazione a Batignano.
Di origini incerte, è ipotizzabile che l'edificio religioso sia stato costruito nel periodo a cavallo tra il periodo tardomedievale e l'inizio di quello rinascimentale, risultando già esistente da molto tempo nella relazione di monsignor Clemente Politi del 1594. Il luogo di culto era sorto come una chiesetta rurale per consentire la sosta della preghiera a tutti i viandanti che percorrevano la strada lungo la quale sorgeva. L'edificio religioso continuò ad officiare fino all'epoca settecentesca, quando gradualmente fu dismesso dalle originarie funzioni, fino alla sua definitiva chiusura del 1759. In seguito, venne demolito per poter recuperare i materiali edilizi necessari alla ristrutturazione della chiesa di San Salvatore.
Della chiesa di San Donato sono state completamente perdute le tracce a seguito della sua demolizione tardosettecentesca; tuttavia, è stato possibile identificare il luogo di ubicazione grazie a numerose mappe e documenti risalenti a varie epoche. La chiesa si presentava a pianta rettangolare e ad aula unica, caratterizzandosi per gli elementi stilistici tipici delle cappelle rurali, ove il portale d'ingresso che si apriva al centro della facciata anteriore era affiancato su ciascun lato da una finestra quadrangolare che consentiva la sosta per la preghiera anche dall'esterno dell'edificio religioso.